# Irish Premier League w piłce siatkowej mężczyzn (2021/2022)
Irish Premier League 2021/2022 – rozgrywki o ligowe mistrzostwo Irlandii zorganizowane przez Volleyball Ireland. Zainaugurowane zostały 12 grudnia 2021 roku i trwały do 11 maja 2022 roku.
W Premier League uczestniczyło sześć drużyn. W porównaniu do poprzedniego sezonu do najwyższego poziomu ligowego nie zgłosiły się kluby IT Carlow i Tallaght Rockets (brały one udział w Division 1). Do rozgrywek dołączył natomiast zespół Kilkenny Spartans.
Po raz szósty mistrzostwo zdobył klub UCD, drugie miejsce zajął DVC Bravo, natomiast trzecie – Aer Lingus.
W sezonie 2021/2022 żaden irlandzki klub nie występował w europejskich pucharach.

## System rozgrywek
W irlandzkiej Premier League w sezonie 2021/2022 uczestniczyło 6 drużyn. Rozegrały one między sobą po dwa mecze systemem kołowym (mecz u siebie i rewanż na wyjeździe). Zwycięzcą rozgrywek został zespół, który po rozegraniu wszystkich meczów zajął 1. miejsce w tabeli.

## Drużyny uczestniczące
| | Irish Premier League 2021/2022 |   |
| --- | ------------------------------ | - |
| ALI | Aer Lingus                     | — |
| DVC A | DVC Abu                        | — |
| DVC B | DVC Bravo                      | — |
| GLW | Galway                         | — |
| KSP | Kilkenny Spartans              | — |
| UCD | UCD                            | — |
| Oznaczenia: - kolumna pierwsza – skróty nazw drużyn wpisane na mapie (jeśli ta została zamieszczona), - kolumna trzecia – miejsce zajęte przez daną drużynę w poprzednim sezonie. |                                |   |

Uwaga: Z powodu pandemii COVID-19 rozgrywki w sezonie 2020/2021 zostały przerwane i niedokończone.

## Hale sportowe
| Drużyna           | Hala sportowa                              | Miejscowość |
| ----------------- | ------------------------------------------ | ----------- |
| Aer Lingus        | ALSAA Sports Centre                        | Dublin      |
| DVC Abu           | Coláiste Bríde                             | Dublin      |
| DVC Bravo         | Coláiste Bríde                             | Dublin      |
| Galway            | Coláiste Bhaile Chláir                     | Claregalway |
| Galway            | Phoenix Sports Centre, Maynooth University | Maynooth    |
| Kilkenny Spartans | The Watershed                              | Kilkenny    |
| UCD               | UCD Sports Centre                          | Dublin      |

## Rozgrywki

### Tabela wyników
| Gospodarz \ Gość1 | ALI | DVC A | DVC B | GLW | KSP | UCD |
| ----------------- | --- | ----- | ----- | --- | --- | --- |
| Aer Lingus        | -   | 3:1   | 3:0   | 3:0 | 3:0 | 1:3 |
| DVC Abu           | 2:3 | -     | 0:3   | 3:0 | 3:0 | 3:2 |
| DVC Bravo         | 3:1 | 3:2   | -     | 3:2 | 3:0 | 3:0 |
| Galway            | 0:3 | 1:3   | 0:3   | -   | 3:1 | 1:3 |
| Kilkenny Spartans | 0:3 | 3:0   | 0:3   | 0:3 | -   | 0:3 |
| UCD               | 3:0 | 3:1   | 3:0   | 3:1 | 3:0 | -   |

Źródło: Volleyball Ireland (ang.)
1 Drużyna gospodarzy jest wymieniona po lewej stronie tabeli.
Kolory:
  zwycięstwo gospodarzy 3:0 lub 3:1
  zwycięstwo gospodarzy 3:2
  zwycięstwo gości 3:0 lub 3:1
  zwycięstwo gości 3:2

### Terminarz i wyniki spotkań
| Data       | Godz. | Gospodarz         | Rezultat                                | Gość              |
| ---------- | ----- | ----------------- | --------------------------------------- | ----------------- |
| 12.12.2021 | 15:15 | Aer Lingus        | 3:0 (25:16, 25:23, 25:12)               | Galway            |
| 19.12.2021 | 14:30 | DVC Abu           | 3:0 (25:14, 25:11, 25:22)               | Galway            |
| 19.12.2021 | 17:00 | DVC Bravo         | 3:0 (25:15, 25:10, 25:10)               | Kilkenny Spartans |
| 15.01.2022 | 16:00 | Galway            | 1:3 (16:25, 22:25, 25:18, 22:25)        | UCD               |
| 16.01.2022 | 10:30 | DVC Abu           | 3:0 (25:16, 25:16, 25:14)               | Kilkenny Spartans |
| 16.01.2022 | 15:30 | DVC Bravo         | 3:1 (27:25, 18:25, 27:25, 25:17)        | Aer Lingus        |
| 29.01.2022 | 15:30 | Galway            | 0:3 (14:25, 2:25, 17:25)                | DVC Bravo         |
| 30.01.2022 | 15:15 | Aer Lingus        | 3:1 (17:25, 25:19, 25:20, 25:22)        | DVC Abu           |
| 06.02.2022 | 15:00 | Aer Lingus        | 1:3 (25:15, 20:25, 18:25, 19:25)        | UCD               |
| 12.02.2022 | 15:30 | Kilkenny Spartans | 0:3 (25:27, 14:25, 17:25)               | Galway            |
| 13.02.2022 | 11:00 | UCD               | 3:0 (25:8, 25:10, 25:19)                | Kilkenny Spartans |
| 20.02.2022 | 13:30 | UCD               | 3:0 (25:23, 25:21, 25:13)               | Aer Lingus        |
| 26.02.2022 | 13:00 | Galway            | 0:3 (15:25, 8:25, 24:26)                | Aer Lingus        |
| 27.02.2022 | 15:00 | DVC Abu           | 3:2 (26:24, 25:23, 22:25, 20:25, 16:14) | UCD               |
| 19.03.2022 | 11:30 | Kilkenny Spartans | 0:3 (17:25, 17:25, 18:25)               | DVC Bravo         |
| 19.03.2022 | 16:00 | Galway            | 1:3 (17:25, 20:25, 25:23, 19:25)        | DVC Abu           |
| 20.03.2022 | 14:30 | UCD               | 3:0 (25:17, 25:22, 25:18)               | DVC Bravo         |
| 27.03.2022 | 12:00 | DVC Bravo         | 3:0 (25:23, 25:14, 25:22)               | UCD               |
| 27.03.2022 | 15:00 | Aer Lingus        | 3:0 (25:18, 25:21, 25:11)               | Kilkenny Spartans |
| 30.03.2022 | 19:00 | DVC Abu           | 0:3 (24:26, 21:25, 26:28)               | DVC Bravo         |
| 02.04.2022 | 15:00 | Galway            | 3:1 (20:25, 25:15, 25:20, 25:21)        | Kilkenny Spartans |
| 08.04.2022 | 19:30 | UCD               | 3:1 (25:23, 25:11, 16:25, 25:12)        | DVC Abu           |
| 10.04.2022 | 11:00 | UCD               | 3:1 (25:16, 25:21, 22:25, 25:8)         | Galway            |
| 15.04.2022 | 20:00 | Kilkenny Spartans | 0:3 (9:25, 12:25, 16:25)                | Aer Lingus        |
| 23.04.2022 | 14:00 | Kilkenny Spartans | 0:3 (12:25, 9:25, 7:25)                 | UCD               |
| 24.04.2022 | 13:00 | DVC Bravo         | 3:2 (22:25, 25:20, 25:13, 24:26, 15:12) | Galway            |
| 30.04.2022 | 12:00 | Kilkenny Spartans | 3:0 (25:0, 25:0, 25:0)                  | DVC Abu           |
| 03.05.2022 | 20:15 | Aer Lingus        | 3:0 (25:21, 27:25, 25:23)               | DVC Bravo         |
| 08.05.2022 | 12:00 | DVC Bravo         | 3:2 (25:20, 25:18, 23:25, 22:25, 15:11) | DVC Abu           |
| 11.05.2022 | 19:00 | DVC Abu           | 2:3 (8:25, 25:16, 25:22, 20:25, 15:17)  | Aer Lingus        |

### Tabela
| Lp. | Drużyna           | Pkt | Mecze | Mecze | Mecze | Rodzaj wyniku | Rodzaj wyniku | Rodzaj wyniku | Rodzaj wyniku | Rodzaj wyniku | Rodzaj wyniku | Sety | Sety | Sety | Małe punkty | Małe punkty | Małe punkty |
| Lp. | Drużyna           | Pkt | M     | W     | P     | 3:0           | 3:1           | 3:2           | 2:3           | 1:3           | 0:3           | wyg. | prz. | +/–  | zdob.       | str.        | +/–         |
| --- | ----------------- | --- | ----- | ----- | ----- | ------------- | ------------- | ------------- | ------------- | ------------- | ------------- | ---- | ---- | ---- | ----------- | ----------- | ----------- |
| 1   | UCD (M)           | 25  | 10    | 8     | 2     | 4             | 4             | 0             | 1             | 0             | 1             | 26   | 10   | +16  | 841         | 671         | +170        |
| 2   | DVC Bravo         | 24  | 10    | 8     | 2     | 5             | 1             | 2             | 0             | 0             | 2             | 24   | 11   | +13  | 823         | 689         | +134        |
| 3   | Aer Lingus        | 21  | 10    | 7     | 3     | 5             | 1             | 1             | 0             | 2             | 1             | 23   | 12   | +11  | 806         | 695         | +111        |
| 4   | DVC Abu           | 14  | 10    | 4     | 6     | 2             | 1             | 1             | 2             | 2             | 2             | 18   | 21   | −3   | 777         | 837         | −60         |
| 5   | Galway            | 7   | 10    | 2     | 8     | 1             | 1             | 0             | 1             | 3             | 4             | 11   | 25   | −14  | 682         | 837         | −155        |
| 6   | Kilkenny Spartans | 3   | 10    | 1     | 9     | 1             | 0             | 0             | 0             | 1             | 8             | 4    | 27   | −23  | 497         | 697         | −200        |

Źródło: Volleyball Ireland (ang.)
Punktacja: zwycięstwo – 3 pkt; porażka 2:3 – 1 pkt; porażka 1:3 lub 0:3 – 0 pkt
Zasady ustalania kolejności: 1. liczba punktów; 2. liczba zwycięstw; 3. bilans setów; 4. liczba wygranych setów; 5. bilans setów w meczach pomiędzy drużynami z tą samą liczbą punktów; 6. bilans małych punktów; 7. liczba wygranych małych punktów; 8. bilans małych punktów w meczach pomiędzy drużynami z tą samą liczbą punktów
Legenda: (M) – mistrzostwo